# Gálvölgyi Judit
Gálvölgyi Judit (született: Gács Judit; Budapest, 1946. január 8. –) magyar műfordító, Rodolfo lánya, Gálvölgyi János felesége. 

## Munkássága
Pályafutását hajdanán science fiction művekkel kezdte a Galaktikában és a Móra Ferenc Könyvkiadónál, még Kuczka Péter főszerkesztősége idején.
Amikor édesapja 1969-ben Svájcban dolgozott, egy alkalommal befizette lányát egy angliai egyhónapos nyári tanfolyamra. Judit már akkor lelkes sci-fi- és fantasy-rajongó volt, rendszeresen megvette a Galaktika című folyóiratot és az akkor kapható összes science fiction-könyvet. Írt egy levelet a Móra Könyvkiadónak, hogy szeretné lefordítani A Gyűrűk Urát. Akkor már egyetemista volt, angol szakos. Kuczka Péter válaszolt a levelére; azt írta, hogy elsőre talán nagy falat lenne J. R. R. Tolkien monumentális regénye, de ha kedve volna a Galaktikában rövidebb írásokkal elkezdeni, megpróbálhatják.
Azóta Gálvölgyi Juditnak több tízezer oldalnyi fordítása jelent már meg. Tolkien A Gyűrűk Uráját végül Réz Ádám és Göncz Árpád fordította magyarra; az írótól Gálvölgyi Judit A szilmarilok és a Húrin gyermekei című műveket fordította le, melyek első ízben 1991-ben, illetve 2008-ban jelentek meg idehaza.

## Magánélete
1971-ben kötött házasságot Gálvölgyi Jánossal. Két gyermekük született: 1973-ban Eszter, 1975-ben Dóra; három unokájuk van.

## Műfordításaiból
- J. R. R. Tolkien: Húrin gyermekei (Európa Könyvkiadó, 2008) ISBN 9789630785228
- J. R. R. Tolkien: A szilmarilok (Árkádia Könyvkiadó, 1991) ISBN 9633071836
- Albert Goldman: Elvis (Európa Könyvkiadó, 1985, 2012) ISBN 9789630794596
- Lisa Fitzpatrick: Avatar – James Cameron varázslatos világa (Duna International, 2010) ISBN 9789639919600
- Audrey Niffenegger: A Highgate temető ikrei (Athenaeum Könyvkiadó, 2010) ISBN 9789632930763
- Bram Stoker: A fehér féreg fészke (Metrpopolis Könyvek, Metropolis Media, 2009) ISBN 9789639828292
- Elizabeth Moon: A sötét sebessége (Metrpopolis Könyvek, Metropolis Media, 2009) ISBN 9789639866034
- Agatha Christie: Mrs. McGinty meghalt (Európa Könyvkiadó, 2010) ISBN 978 96307 8878 6
- Diane Wei Liang: A jáde átka (Ulpius-Ház Könyvkiadó KFT., 2008) ISBN 9789632541037
- Mary Shelley: Az utolsó ember I-II. (Galaktika Fantasztikus Könyvek, Metropolis Media, 2008) ISBN 9789639828179
- Che (Ernesto) Guevara: A gerillaharcos kézikönyve (Masszi Kiadó, 2007) ISBN 9789639752276
- Robert Charles Wilson: Pörgés (Galaktika Fantasztikus Könyvek, Metropolis Media, 2007) ISBN 9789638735720
- Che Guevara: A motoros naplója (Ulpius-Ház, 2006) ISBN 9789637253317
- Lilian Nattel: A stetl lánya (Ulpius-Ház, 2004) ISBN 9789639602748
- Robert Ludlum: A Skorpió illúzió I-II. (I.P.C. Könyvek Kft., 1994, 2000) ISBN 9636351937
- John Wyndham: A Triffidek napja (Móra Ferenc Könyvkiadó, 1990) ISBN 9631167062
- Edwin A. Abbott: Síkföld (MEK) (Móra Ferenc Könyvkiadó, Kozmosz Fantasztikus Könyvek, 1982) ISBN 9632115074
- Fred Hoyle – John Elliot: Androméda (Móra Ferenc Könyvkiadó, Kozmosz Fantasztikus Könyvek, 1981) ISBN 9632114175
- Anita Brookner:  Tóparti szálloda (Európa, Budapest, 1988) ISBN 9630746182

## Könyvei édesapjáról
- Rodolfo így csinálja! (Minerva Könyvkiadó, 1973, illusztrálta: Szitás György;[7] Ulpius-ház, 2001)[8] ISBN 963-9348-41-4
- Rodolfo (Rózsavölgyi és Társa, 2011) ISBN 9786155062063

## Cikkei aGalaktikában
- Csillagok és koponyák (Peter Nicholls: Fantastic Cinema) – 66. szám (1986/3.) „Könyvekről”
- Filmekről fanyalogva (David Shipman: A Pictorial History of Science Fiction Films) – 66. szám (1986/3.) „Könyvekről”
- Valóságok és valótlanságok (Analog) – 70. szám (1986/7.) „Lapszemle”
- Kincsesbánya (Science Fiction Chronicle) – 71. szám (1986/8.) „Lapszemle”
- Ember és idő 1-2-3. – 77-78-79. szám (1987/2-3-4.) „Műhely”

### Fényképek
- Gálvölgyi Judit és Gálvölgyi János 1971-ben[halott link]
- Gálvölgyi János és Judit 1971-ben
- Gálvölgyi Judit 1992-ben
- Gálvölgyi János és Gálvölgyi Judit 2011-ben
- Gálvölgyi Judit 2011-ben